# كايسي نايستات
كايسي أُوين نايستات (بالإنجليزية: Casey Owen Neistat)‏ هو شخصية يوتيوب أمريكية، صانع أفلام، فلوغر، ومؤسس مشارك لشركة التواصل الاجتماعي بيمي.

## برنامج Make It Count

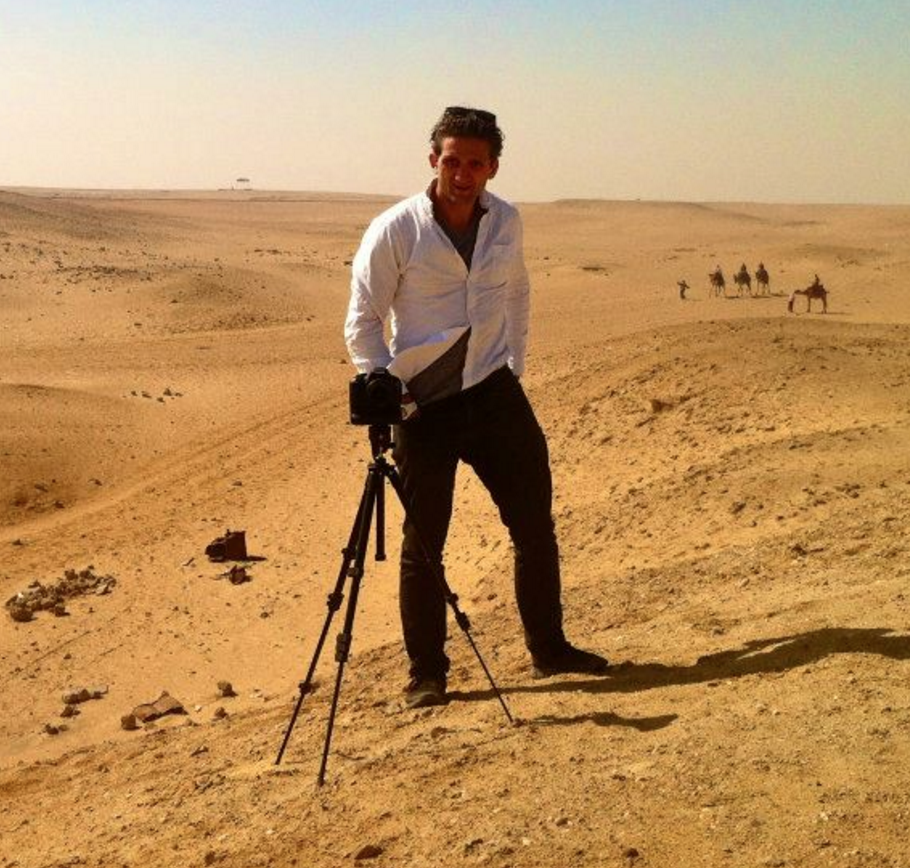
كايسي نايستات في القارة الأفريقية سنة 2012

Make It Count (بالعربية: إجعلها تحتسب) هو فيلم من تأليف، إخراج وبطولة كايسي نايستات لشركة نايكي. الفيديو يبدأ مع نص قصير: "نايكي طلبت مني صنع فيلم عن ما قد يعنيه أن تجلعها تحتسب. بدل صنع فيلمهم، أنفقت الميزانية كاملة أسافر حول العالم مع صديقي ماكس. نستمر في السفر إلى أن ننفذ من المال. أخد ذلك 10 أيام"

## الحياة الشخصية
نايستات حصل على إبنه، أُوين، عندما كان في 17 من عمره، مع خليلته السابقة روبين ويليامز. تزوج كايسي أول مرة، مع كانديس بول، ثم فرا الزوجان معا إلى هاوستون، تيكساس سنة 2005. هذا الزواج دام شهرا تقريبا ثم انتها بإلغاء. وفي فبراير 18، 2013، نايستات أصبح مخطوبا لكانديس بول مجددا. في سنة 2013، دجنبر 29، كانديس وكايسي تزوجا في كيب تاون،جنوب أفريقيا. وأنجبا معا طفلة باسم فرانسين.

## وصلات خارجية
- كايسي نايستات على موقع IMDb (الإنجليزية)
- كايسي نايستات على موقع روتن توميتوز (الإنجليزية)
- كايسي نايستات على موقع ألو سيني (الفرنسية)
- كايسي نايستات على موقع أول موفي (الإنجليزية)
- كايسي نايستات على موقع قاعدة بيانات الفيلم (الإنجليزية)
- كايسي نايستات على موقع كينوبويسك (الروسية)